# Frédéric Volle
Frédéric Volle, francoski rokometaš, * 4. februar 1966, Montpellier.
Leta 1992 je na poletnih olimpijskih igrah v Barceloni v sestavi francoske reprezentance osvojil bronasto olimpijsko medaljo. Čez štiri leta je z reprezentanco osvojil 4. mesto.